# Irene Hager von Strobele

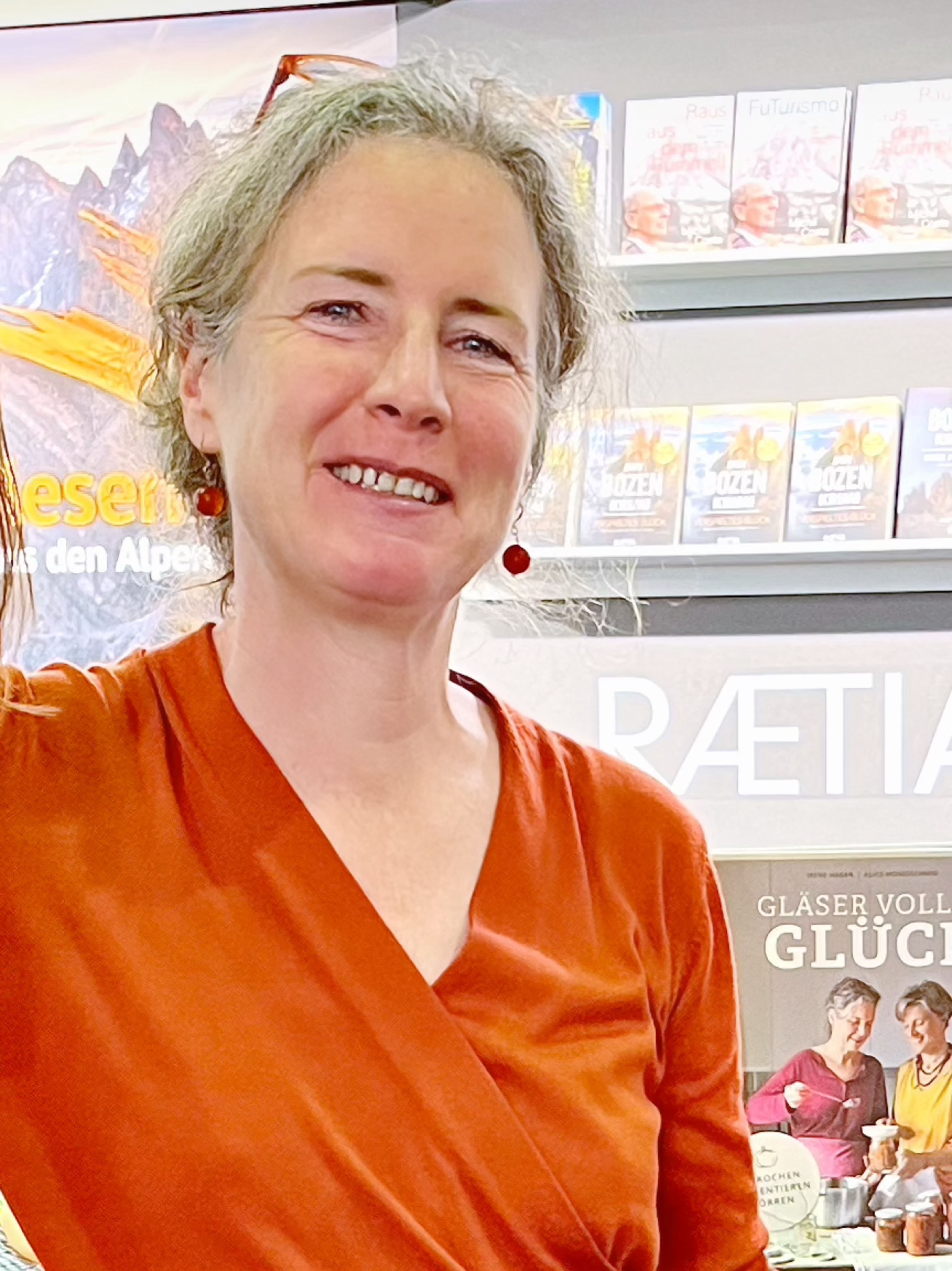
Irene Hager von Strobele auf der Frankfurter Buchmesse 2022

Irene Hager von Strobele (* 1970 in Bozen) ist eine italienische Autorin von Sachbüchern im Bereich Kräuterkunde und nachhaltiges Leben und freischaffende Museumspädagogin.

## Leben
Irene Hager studierte Pädagogik und Germanistik und ist seit 1996 als freischaffende Museumspädagogin und Ausstellungskuratorin tätig sowie sie an der Winterschule in Ulten Unterricht in Filzen gibt. Hager ist außerdem Referentin zum Thema Kräuterkunde, Wollverarbeitung und nachhaltiges Leben und lebt mit ihrem Lebensgefährten in Auer.

## Wirken
Zwischen 1996 und 2013 wirkte Hager als Museumspädagogin und Kulturvermittlerin mit bei mehreren Ausstellungen und Projekten im Südtiroler Archäologiemuseum und für den 2004 als überparteiliche und unabhängige Interessensvertretung der Südtiroler Museen gegründeten Museumsverband Südtirol, bei dem Hager 2008 Mitglied im Vorstand war, sowie später vor allem im Vinschgau (Südtirol).
2011 kuratierte Hager mit Alice Hönigschmid die Sonderausstellung Von Bräuten, Hexen, Kübelemajen im Frauenmuseum Meran, die besonders die Rolle der Frau in den Fastnachtsumzügen im Süd- und Nordtiroler sowie Trentiner Raum darstellte.
Hager leitete das Interreg IV Projekt Die Schwabenkinder für Südtirol und kuratierte im Rahmen dessen 2012 die Dauerausstellung Schwabenkinder im Vintschger Museum in Schluderns, in der die Geschichte der Vinschger Schwabenkinder gezeigt wird, die zwischen dem 17. Jahrhundert und dem Anfang des 20. Jahrhunderts von ihren Eltern auf einen Fußmarsch nach Oberschwaben geschickt wurden – die sogenannte Schwabengängerei –, um dort als Hütejungen, Mägde oder Knechte zu arbeiten.
2011 begann Hager durch die Tätigkeit als Referentin in Heilkräuterkunde mit dem Schreiben von Fachbüchern und veröffentlichte 2014 zusammen mit Astrid Schönweger und Alice Hönigschmid im Löwenzahn Verlag der österreichischen Studienverlagsgesellschaft ihr erstes Sachbuch Südtiroler Kräuterfrauen. 2016 folgte ebenfalls im Löwenzahn Verlag das Sach- und Rezeptbuch Die Kraft der Kräuter nutzen, welches im selben Jahr im Südtiroler Athesia Verlag als Sonderausgabe mit dem Titel Die Kraft der Südtiroler Kräuter nutzen und 2018 ebendort in italienischer Sprache herausgebracht wurde. 2020 war Hager als Mitautorin bei dem italienischen Backbuch La mia Pasta Madre tätig, welches Hager gleichzeitig mit dem Titel Backen mit Pasta Madre ins Deutsche übersetzte und das für den deutschen Kochbuchpreis nominiert wurde.
Bei dem Verfassen ihrer Sachbücher geht es Hager laut ihrer eigenen Aussage nicht nur um die Wiedergabe von Rezepten, sondern „um nachhaltiges Leben in regionalen Kreisläufen“.

## Werke (Auswahl)
- Peter Gamper, Irene Hager, Heidi von Wettstein: Es waren einmal die Räter – Archäologie im oberen Vinschgau und im unteren Engadin. Vintschger Museum, Schluderns 2006
- Irene Hager, Astrid Schönweger, Alice Hönigschmid: Südtiroler Kräuterfrauen – ihr Leben, ihr Heilwissen, ihre Rezepte. Löwenzahn Verlag, Innsbruck 2014, ISBN 978-3-7066-2536-4.
- Irene Hager, Astrid Schönweger, Alice Hönigschmid: Die Kraft der Kräuter nutzen – 350 Rezepte und Tipps für Wohlbefinden, Schönheit, Küche, Haus und Garten. Löwenzahn Verlag, Innsbruck 2016, ISBN 978-3-7066-2562-3.
- Elisabeth Unterhofer, Irene Hager: Die Lärche – Tradition und Heilkunde. Edition Raetia Verlag, Bozen 2019, ISBN 978-88-7283-699-6.
- Vea Carpi in Zusammenarbeit mit Irene Hager: Backen mit Pasta Madre – meine Rezepte für herzhaftes und süßes Brot mit Mutterhefe. Edition Raetia Verlag, Bozen 2020, ISBN 978-88-7283-721-4.
- Irene Hager, Alice Hönigschmid: Gläser voller Glück – Einkochen, Fermentieren, Dörren. Edition Raetia Verlag, Bozen 2022, ISBN 978-88-7283-835-8.

## Kurationen (Auswahl)
- 2005 Olm nou Olm Vinschger Museum Schluderns neben Markus Mahlknecht[10]
- 2006: Es waren einmal die Räter – Archäologie im oberen Vinschgau und im unteren Engadin. Vintschger Museum Schluderns, neben Peter Gamper und Christina Iacopino[11]
- 2008: Verschüttet-Siedlungsplatz mit Nekropole. Bürohaus des Unternehmers Walter Rizzi in Latsch, neben Werner Tscholl, Stefan Hohenegger; im Auftrag des Bildungsausschusses Latsch[12]
- 2010: 60 Jahre Seestauung Museum Vinschger Oberland
- 2009: Grauner Barockmaler Antoni Jäger. Früheres Gemeindehaus Graun, neben Peter Pircher, Florian Eller, Othmar Pider, Elias Prieth[13]
- 2010: Von Bräuten, Hexen, Kübelemajen... im Auftrag des Südtiroler Kulturinstitutes, mit Alice Hönigschmid
- 2011  Der letzte Garten – Grabkultur in Südtirol  im Auftrag des Südtiroler Kulturinstitutes, mit Alice Hönigschmid
- 2012: Schwabenkinder. (Dauerausstellung) Vintschger Museum Schluderns
- 2017: Nikolauskirche – Menhir Ausstellungsraum Nikolauskirche Latsch, Ausstellungskonzept mit Alice Hönigschmid[14]
- 2018 Rauch Museum culten in Ulten